# Jos Stelling
 (mai 2020).
Jos Stelling est un réalisateur néerlandais né le 16 juillet 1945 à Utrecht.
En 1981, il crée le Festival du cinéma néerlandais d'Utrecht.
En 2010, il préside le 1er Festival international du film d'Odessa.

## Filmographie
- 1974 : Mariken de Nimègue
- 1975 : Elkerlyc
- 1977 : Rembrandt fecit 1669
- 1981 : De pretenders
- 1983 : L'Illusionniste (De illusionist)
- 1986 : L'Aiguilleur (De wisselwachter)
- 1995 : La Salle d'attente
- 1995 : Le Hollandais volant (nl)
- 1999 : No Trains No Planes
- 2000 : The Gas Station
- 2003 : The Gallery
- 2007 : Duska (nl)
- 2012 : Het meisje en de dood